# 法华镇
法華鎮是中國上海歷史上的一個鄉鎮，其範圍大致位於長寧區新華路街道境內。

## 歷史
北宋开宝十年(970年)，惠禅和尚在华亭县高昌乡李漎泾北岸兴建了一座名叫法华寺的佛寺（所在地為今法华镇路525号），寺名法华二字取自“妙法莲华经”，即佛经精妙，洁丽如莲之意。法華寺成立之後，寺廟周邊開始熱鬧起來，並被稱作法华巷。
明朝嘉靖年间，法华寺周边的人口規模已與一般的鎮規模相當，李漎泾兩岸遍佈商鋪和民宅，並且當時已形成一条东西长约三里的街道（今淮海西路至凯旋路）。法華寺周邊也被開始叫作法華鎮。
乾隆九年（1744年），吴淞巡检司搬到法华镇。清朝嘉庆年間修訂的《上海县志》将法华鎮視為上海县西部的首要集镇。咸丰三年（1853年）小刀会首领刘丽川率軍隊进攻法华镇，烧毁吴淞巡检司的衙門。咸丰五年正月初一（1855年2月17日）刘丽川深夜率軍從上海县縣城突圍。第二天早上，在小闸桥与追击的清兵及法华鎮的民团作戰時陣亡，其被俘虜的數十位下屬被押至韦天庙（今法华镇路803～815号）后被處決。咸丰十年（1860年），清政府为來加緊镇压太平军，擴大地方团练規模，此時法华镇又称法华（团练）局。光绪三十二年（1906年）在清末新政的影響下各乡镇开办学堂，法华局改称法华学区。宣统二年(1910年)，當局在許多地方行政上設立乡镇，人口不满5万則為鄉，當時法華寺周邊人口為18452人，所以當局設立了法華鄉。由於在法华乡以外的地方工厂越來越多，原本在法华乡从事农业和手工业的农民外出打工，法华乡人口越來越少。
中華民国17年（1928年）7月9日，法华乡划入上海特别市，法华乡改設成法华区。八一三事变后，日軍攻佔法华寺周邊地区。
中華人民共和國成立後，法华寺地区劃歸长宁区。